# Никарагуанский канал

Предлагавшиеся трассы Никарагуанского канала. Канал, проектируемый в наши дни, пройдёт по зелёной ветке

Никарагуа́нский кана́л — проект канала между Карибским морем и Тихим океаном, трасса которого проходит по территории Республики Никарагуа.
Правительство Никарагуа планирует данный канал в качестве альтернативы Панамскому каналу. Полное название — «Великий трансокеанский канал Никарагуа» (исп. Gran Canal Interoceanico por Nicaragua). Проектом предусматривается прохождение через канал 5100 судов (кораблей) в год. По состоянию на август 2018 года проект заморожен, в основном из-за остановки инвестиций Китаем.

## Современный проект

### Параметры
Ожидается, что параметры канала составят:
- глубина 26—30 метров;
- ширина — 230—530 метров;
- длина — 278 километров (в том числе — 105 км по водам озера Никарагуа).

Примерное время прохождения канала судном (кораблём) будет составлять около 30 часов.
Канал должен будет обеспечить прохождение контейнеровозов вместимостью до 25 000 TEU и танкеров с дедвейтом в 320—400 тысяч тонн нефти. За год через канал сможет проходить 5100 судов.

### Решение о строительстве
4 июня 2012 года Национальное собрание Никарагуа одобрило (61 «за», 25 «против») проект строительства «Великого трансокеанского канала Никарагуа» (исп. Gran Canal Interoceánico por Nicaragua), который соединит воды Тихого и Атлантического океанов. Предполагается, что новый межокеанский канал станет более длинной, широкой и глубокой альтернативой Панамскому каналу и серьёзно разгрузит морской трафик (предполагается до 5 % от мирового).
В 2013 году власти Никарагуа отдали планируемый канал в концессию на 50 лет гонконгской компании «HK Nicaragua Canal Development Investment Co Ltd» (HKND) и её владельцу Ван Цзину (Wang Jing).

### Финансирование
Ориентировочная стоимость проекта составляет 40 млрд долларов (по альтернативным данным — 50 млрд). По условиям концессии, HKND ежегодно выплачивает Республике Никарагуа по 10 млн долл. США в течение 10 лет (всего 100 млн долл.) и часть доходов от каждого субпроекта в размере 1 % на начальном этапе, с последовательным увеличением суммы выплат до 99 %. Кроме того, инвестор передаёт Республике Никарагуа оборудование и инфраструктуру субпроектов (после завершения периода действия концессии), а также акции предприятия по схеме последовательного увеличения от 1 до 99 % на протяжении всего максимально допустимого срока концессии (сто лет). Таким образом, никарагуанское государство не вкладывает собственные финансовые средства в реализацию проекта, но через 50 лет получит в своё распоряжение 51 % концессии, а ещё через 50 лет станет собственником 99 % акций.

### Инфраструктура
В проекте, кроме канала, предусмотрено строительство двух морских портов на каждой стороне канала (Брито и Пунта-Агила), нефтепровода, аэропорта к северу от города Ривас, создание зоны свободной торговли Брито, строительство курорта в городе Сан-Лоренцо, строительство дороги для восстановления дорожной сети, нарушенной при строительстве канала.

### Иностранные участники
Китай заинтересован в строительстве канала в связи с возможностью транспортировки по нему больших объёмов нефти, которые он намерен закупать в Венесуэле. В реализации проекта предполагалось участие России.
Реализацию проекта осуществляет HKND-Group, частная транснациональная компания со штаб-квартирой в Гонконге. Основными партнёрами HKND-Group по строительству канала являются: China Railway Construction Corporation (Китай), McKinsey & Company (США), Environmental Resource Management (ЕС).

### Маршрут
Окончательный вариант маршрута канала от устья реки Брито к югу от города Ривас на Тихоокеанском побережье до устья реки Пунта-Горда (Рама) (около острова Бенадо, южная граница берега Москитов) на Атлантическом побережье был продемонстрирован представителями китайской компании HKND Group 7 июля 2014 года в Никарагуа.

### Хроника строительства
Подготовка к строительству канала (строительство подъездных путей к местам грядущих экскаваторных работ) началась 22 декабря 2014 года. Начало строительства сопровождалось протестами противников строительства.
Непосредственно при строительстве канала будут задействованы 200 тысяч рабочих, а всего оно даст работу примерно миллиону никарагуанцев и жителям приграничных стран. Начало строительства канала было намечено на 2019 год, а завершение строительства — на 2029 год.
По состоянию на май 2017 года проект заморожен, китайские инвестиции отсутствуют.

## Исторические проекты (XVI—XIX веков)
Идея постройки такого канала существовала весьма давно, однако в конечном итоге межокеанский канал был построен в Панаме (см. Панамский канал).

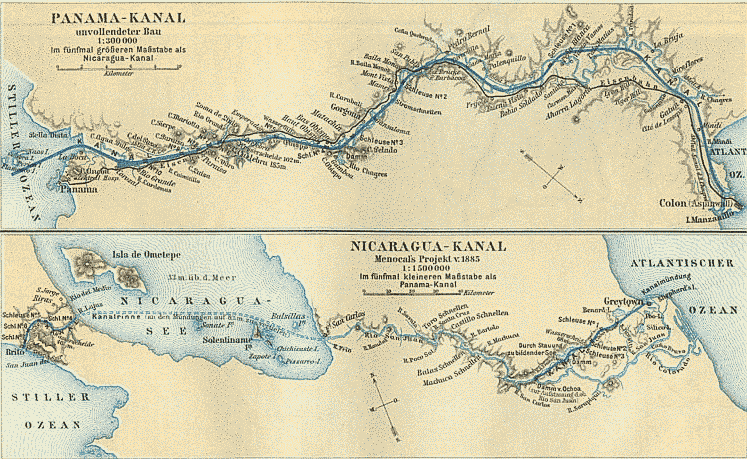
Проект 1888 года.

Ещё в XVI веке, по словам историка Гомара, испанский король Карл V наметил исследование перешейка на территории Никарагуа с целью соединения двух океанов. В 1795 году предлагалось перерезать перешеек каналом через озеро Никарагуа и реку Сан-Хуан.
Первая попытка топографического исследования перешейка с целью прокладки канала была сделана в 1830 году по повелению голландского короля Вильгельма II, в 1837 году топографическую разведку повторно произвели Эд. Барнет и Эд. Бельчер. Второй проект канала был разработан Бейли и принцем Луи Наполеоном, третий — американским инженером Чайльдсом в 1852 году и Томэ де Гамондом в 1858 году.
Тем временем США стали использовать водные пути Никарагуанского перешейка, основав пароходную компанию, с Вандербильтом во главе, для отправки товаров транзитом в Калифорнию; при помощи взрывов они расширили самые опасные проходы среди стремнин Сан-Хуана, и их пароходы с 1854 года стали за 2 дня проходить расстояние в 265 км от Сан-Хуана дель Норте (Грейтаун) на берегу Карибского (Антильского) моря до западного берега озера Никарагуа. Отсюда сообщение по перешейку до Тихого океана шло сухим путём. В 1872—1873 годах дальнейшие разведки перешейка сделаны были Буллем. Около 1877 года были начаты научные исследования Дарьенского и Панамского перешейков, результатом которых стали проекты, склонявшиеся к проведению канала через озеро Никарагуа.
Характерной чертой одного из проектов, а именно Бланше, было расширение площади озера Никарагуа затоплением долин Рио-Гранде и Сан-Хуана и образование водохранилища, сходного по положению с Мраморным морем между Босфором и Дарданеллами. Проект Вирле д’Ау (Aoust), предлагавшийся на международном конгрессе коммерческой географии в 1878 году, предполагал осушить озеро Никарагуа шлюзами, направив одну часть вод его в Атлантический, другую — в Тихий океан, и использовать осушенное русло для канала; при этом предполагалось, что часть издержек по проведению канала окупится возделыванием плодороднейших земель осушенного озера (700 тыс. га).

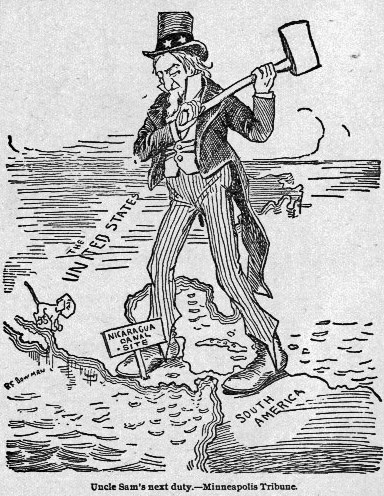
Карикатура XIX в.: «Следующее дельце Дяди Сэма»

За этим проектом последовали другие, и в 1880 году образовалась «Северо-Американская компания» для постройки Никарагуанского канала в конкуренцию Панамскому каналу. Однако компания эта распалась, и позже образовалась новая американская; действовавшая затем компания «Maritime Canal С° of N.» приняла проект американского инженера Менаколя (1885 г.), по которому предполагалось построить по длине канала всего 7 шлюзов — 4 на западной и 3 на восточной стороне его. Длина канала от Грейтауна, на берегу Карибского моря, до мыса Брито, на берегу Тихого океана — 271,7 км; из них требовалось прорыть около 64 км или даже менее (до 45 км), а остальная линия канала должна была пролечь по уже существующим рекам и озёрам. Предполагалось, что проход судов по каналу осуществлялся бы за 30 часов. Компания Никарагуанского канала вошла в соглашение с республиками Никарагуа и Коста-Рикой и в феврале 1889 года приступила к работам.
По этому проекту Никарагуанский канал начинался от гавани Грейтаун у устья Сан-Хуана и шёл по долине реки Десеадо, а не по руслу Сан-Хуана для избежания мелководья и других препятствий, а затем, посредством 1, 2 и 3 шлюзов, на расстоянии 5,05, 16,96 и 20,18 км от Грейтауна, поднимался на высоты 9,45, 18,59 и 32 м; Десеадо и Хуанилья (рукав Сан-Хуана), пересекались каналом, и излишек их вод отводился в побочные каналы, тогда как верхнее течение Десеадо использовалось между шлюзами 1—3. К западу от 3-го шлюза лежал водораздел между рекой Сан-Хуан и озером Никарагуа, который, на расстоянии 4,69 км в длину предполагалось перерезать; средняя высота его на 66,21 м выше уровня Атлантического океана. В 60 км от места своего начала канал достигал реки Сан-Хуан, где перегораживался плотиной Очоа на высоте 17,07 м, так что на остальное расстояние в 103,86 км до озера Никарагуа, уровень вод которого на 33,53 м выше уровня моря, оставался всего один уклон в 1,21 м. Река Сан-Карлос, впадающая в Сан-Хуан близ Очоа, должна была быть отведена или запружена. По ту или западную сторону озера Никарагуа канал, согласно проекту Менаколя, шёл по долине реки Лахос, пересекал главный водораздел на высоте 46,63 м над уровнем моря, питался водами Рио Гранде и её притока Тола и следовал далее по долине Рио Гранде до Брито на Великом океане, пройдя расстояние в 261,7 км от Грейтауна. Шлюзы предполагались в 198,12 м длины, 24,38 м ширины, а глубина канала в самых мелких местах 8,53 м, между тем как ширина его по дну от 24 — 36,57 м, а на поверхности 56,08 — 87,78 м (в Сан-Хуане даже от 152,40 — 477,20 м). В Сан-Хуане, между стремнинами Торо, предполагалось провести большие дноуглубительные работы.
Хотя перешеек Никарагуанского канала гораздо шире, чем Панамский, но зато на нём совсем нет крутых гор, и, кроме того, здесь можно воспользоваться большим озером и судоходными реками. Несмотря на то, что Панамский канал имеет длину всего 65,2 км (по суше), а Никарагуанский канал в 4 раза его длиннее, тем не менее последний будет стоить много дешевле, так как прорывать его придётся всего на длине 45 км, а вынутые материалы могут идти на постройку плотин и гигантских запруд.

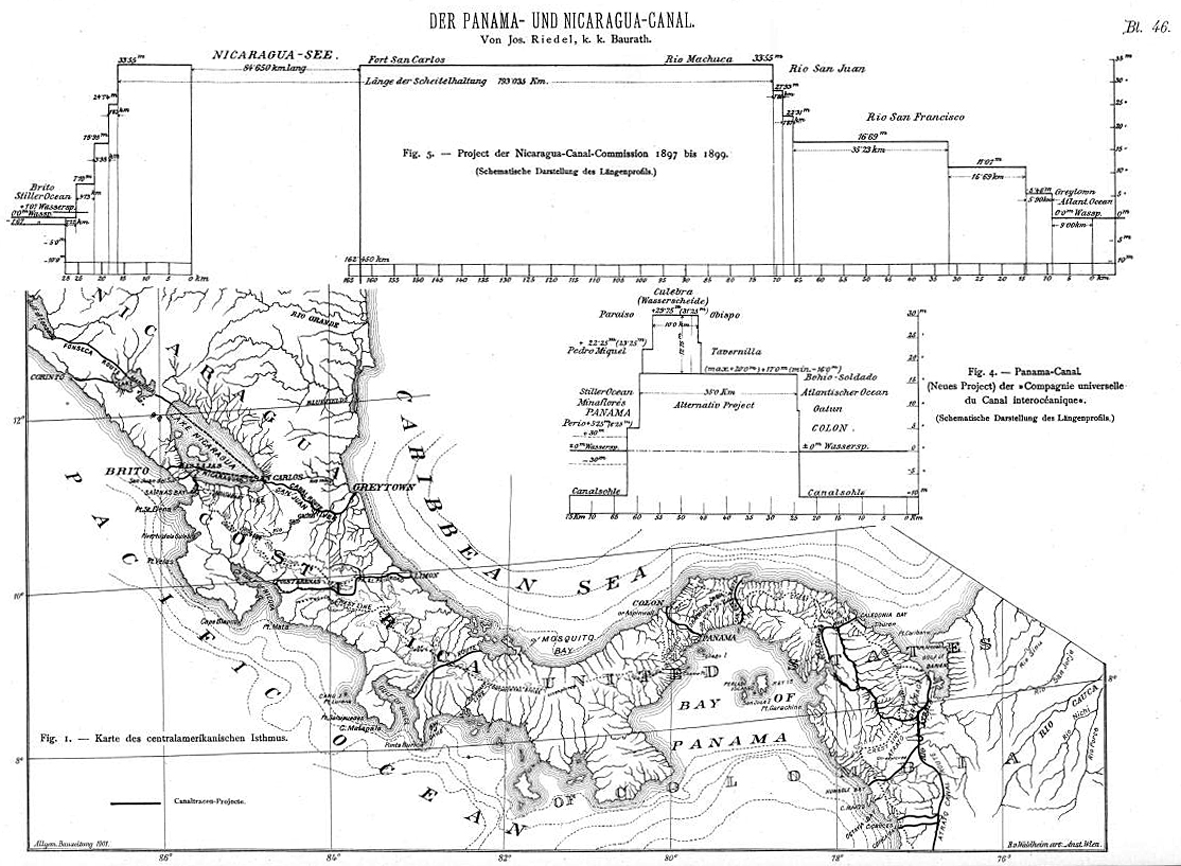
Панамский и Никарагуанский канал, профили длины.

Компании Никарагуанского канала так и не удалось собрать весь необходимый для постройки канала капитал в 100 млн долл. или убедить правительство США взять постройку его в свои руки. К концу 1891 года произведены были следующие работы: построено 18 км железной дороги, необходимой для ведения работ, и сделана часть работ по устройству гавани Грейтауна; землечерпательные работы произведены на длине в 2 км. С 1894 года работы шли оживлённее.
На окончательное решение Конгресса США о выборе между Никарагуанским и Панамским каналами оказала влияние серия марок, выпущенных Никарагуанской почтой в 1900 году. На них был изображён дымящийся вулкан Момотомбо. Это усилило опасения относительно вулканической активности в стране, которая может угрожать судоходству, и проект Никарагуанского канала остался нереализованным. Тем не менее, в 1914 году Никарагуа и США разработали договор Брайана-Чамарро, который дал Соединенным Штатам право строить канал на территории Никарагуа. Однако США не были заинтересованы в строительстве канала в Никарагуа, пытаясь защитить свои инвестиции в Панамский канал и помешать любой другой мировой державе (особенно Соединенному Королевству) построить Никарагуанский канал. Контракт был расторгнут в 1970 году без строительства канала.

## Критика
Директор Центра молекулярной биологии при Университете Центральной Америки, президент Академии наук Никарагуа Хорхе Уэте-Перес (исп. Jorge Huete-Pérez) в интервью журналу New Scientist заявил, что сооружение Никарагуанского канала вызовет региональную экологическую катастрофу, уничтожит экосистему озера Никарагуа, приведёт к вымиранию тысяч биологических видов. Он же и профессор зоологии и эволюционной биологии Констанцского университета Аксель Майер (нем. Axel Meyer) в статье, опубликованной авторитетным научным журналом Nature, указывают, что строительство Никарагуанского канала уничтожит порядка четырёхсот тысяч гектаров тропических лесов и болот, приведёт к экологической катастрофе в Никарагуа и других странах, поставит под угрозу существование биосферного заповедника Босавас (исп. Reserva de Bosawás), биологического заповедника Индио Маис (исп. Reserva biológica Indio Maíz) и северной части природного заповедника Серро Сильва.
Ведущий научный сотрудник Центра политических исследований Института Латинской Америки РАН Н. М. Яковлева указывает, что строительство канала может уничтожить уникальный природный заповедник, каким является озеро Никарагуа, и привести к повышению концентрации ядовитых веществ в воде озера, что, по её словам, лишит нормального орошения шестьсот тысяч гектаров земли. Яковлева пишет также, что закон, позволяющий строить Никарагуанский канал, нарушает 24 статьи никарагуанской конституции.
Посольство США в Манагуа потребовало от властей Никарагуа раскрыть все детали экологического мониторинга и проведения тендеров по строительству Никарагуанского канала[значимость факта?].
14 июня 2015 года тысячи никарагуанских крестьян вышли на акцию протеста в городе Хуигальпа против строительства канала. По их мнению, из-за него они лишатся своих земель, и будет нанесён ущерб экосистеме озера Никарагуа — основного источника пресной воды для страны.